# AVC Challenge Cup 2022 (damer)
AVC Challenge Cup 2022 är en volleybolltävling för damlandslag i Asien och Oceanien, organiserad av AVC. Den utspelade sig mellan 24 och 29 juni 2022 i Nakhon Pathom, Thailand. I turneringen deltog fem landslag. Hong kong vann turneringen, medan Indien kom tvåa och Malaysia trea.. Chim Wing Lam utsågs till mest värdefulla spelare.

## Arenor
|                                                                        |  |  |
|                                                                        |  |  |
| Nakhon Pathom Gymnasium Stad: Nakhon Pathom Kapacitet: 4 000 Öppnad: - |  |  |

## Regelverk

### Format
Tävlingen genomfördes som ett gruppspel där alla lag mötte samtliga andra lag en gång. Thailand deltog med sitt U-20 landslag och räknades inte med i slutresultatet.

### Metod för att bestämma tabellplacering
Om slutresultatet blev 3-0 eller 3-1 tilldelades 3 poäng till det vinnande laget och 0 till det förlorande laget, om slutresultatet blev 3-2 tilldelades 2 poäng till det vinnande laget och 1 till det förlorande laget. 
Rankningsordningen i serien definierades utifrån:
- Antal vunna matcher
- Poäng
- Kvot vunna / förlorade set
- Kvot vunna / förlorade poäng.
- Inbördes möte(n)

## Deltagande lag
| Lag          | Turnering             | Deltog senast |
| ------------ | --------------------- | ------------- |
| Hongkong     | 1:a på ranking EAZVA  | Debut         |
| Indien       | 1:a på ranking CAZVA  | Debut         |
| Malaysia     | 1:a på ranking SEAZVA | Debut         |
| Mongoliet    | 2:a på ranking EAZVA  | Debut         |
| Nya Zeeland  | 1:a på ranking OZVA   | Debut         |
| Singapore    | 2:a på ranking SEAZVA | Debut         |
| Sri Lanka    | 2:a på ranking CAZVA  | Debut         |
| Thailand U20 | Värdland              | Debut         |
| Uzbekistan   | 3:a på ranking CAZVA  | Debut         |

## Turneringen

### Resultat
| 24 juni 2022 Nakhon Pathom Gymnasium, N. Pathom Speltid: 1h:55 - Åskådare: 300   | Uzbekistan   | 2 - 3 | Malaysia     | 25-23, 25-21, 16-25, 16-25, 11-15 |
| 24 juni 2022 Nakhon Pathom Gymnasium, N. Pathom Speltid: 1h:11 - Åskådare: 200   | Indien       | 3 - 0 | Singapore    | 25-16, 25-19, 25-8                |
| 24 juni 2022 Nakhon Pathom Gymnasium, N. Pathom Speltid: 1h:20 - Åskådare: 500   | Thailand U20 | 3 - 0 | Hongkong     | 25-19, 25-23, 25-11               |
| 25 juni 2022 Nakhon Pathom Gymnasium, N. Pathom Speltid: 1h:09 - Åskådare: 200   | Uzbekistan   | 0 - 3 | Indien       | 16-25, 13-25, 16-25               |
| 25 juni 2022 Nakhon Pathom Gymnasium, N. Pathom Speltid: 1h:25 - Åskådare: 400   | Hongkong     | 3 - 0 | Malaysia     | 25-18, 25-16, 30-28               |
| 25 juni 2022 Nakhon Pathom Gymnasium, N. Pathom Speltid: 1h:15 - Åskådare: 1 000 | Thailand U20 | 3 - 0 | Singapore    | 25-15, 25-14, 25-13               |
| 26 juni 2022 Nakhon Pathom Gymnasium, N. Pathom Speltid: 1h:16 - Åskådare: 300   | Malaysia     | 0 - 3 | Indien       | 17-25, 16-25, 22-25               |
| 26 juni 2022 Nakhon Pathom Gymnasium, N. Pathom Speltid: 1h:22 - Åskådare: 500   | Singapore    | 0 - 3 | Hongkong     | 13-25, 15-25, 16-25               |
| 26 juni 2022 Nakhon Pathom Gymnasium, N. Pathom Speltid: 1h:07 - Åskådare: 1 800 | Thailand U20 | 3 - 0 | Uzbekistan   | 25-11, 25-16, 25-8                |
| 28 juni 2022 Nakhon Pathom Gymnasium, N. Pathom Speltid: 1h:18 - Åskådare: 200   | Singapore    | 0 - 3 | Uzbekistan   | 19-25, 11-25, 20-25               |
| 28 juni 2022 Nakhon Pathom Gymnasium, N. Pathom Speltid: 1h:54 - Åskådare: 300   | Hongkong     | 3 - 2 | Indien       | 12-25, 18-25, 25-13, 25-19, 15-6  |
| 28 juni 2022 Nakhon Pathom Gymnasium, N. Pathom Speltid: 2h:14 - Åskådare: 800   | Malaysia     | 2 - 3 | Thailand U20 | 19-25, 27-25, 25-21, 15-25, 11-15 |
| 29 juni 2022 Nakhon Pathom Gymnasium, N. Pathom Speltid: ? - Åskådare: ?         | Uzbekistan   | 0 - 3 | Hongkong     | 19-25, 10-25, 19-25               |
| 29 juni 2022 Nakhon Pathom Gymnasium, N. Pathom Speltid: ? - Åskådare: ?         | Singapore    | 0 - 3 | Malaysia     | 23-25, 21-25, 19-25               |
| 29 juni 2022 Nakhon Pathom Gymnasium, N. Pathom Speltid: ? - Åskådare: ?         | Indien       | 2 - 3 | Thailand U20 | 25-23, 12-25, 22-25, 25-18, 13-15 |

### Sluttabell
| Pos. | Lag          | Pt | G | V | P | VS | FS | Kvot  | VP  | FP  | Kvot  |
| ---- | ------------ | -- | - | - | - | -- | -- | ----- | --- | --- | ----- |
| 1.   | Thailand U20 | 13 | 5 | 5 | 0 | 15 | 4  | 3,750 | 442 | 324 | 1,364 |
| 2.   | Hongkong     | 11 | 5 | 4 | 1 | 12 | 5  | 2,400 | 378 | 317 | 1,192 |
| 3.   | Indien       | 11 | 5 | 3 | 2 | 13 | 6  | 2,166 | 410 | 344 | 1,191 |
| 4.   | Malaysia     | 6  | 5 | 2 | 3 | 8  | 11 | 0,727 | 398 | 422 | 0,943 |
| 5.   | Uzbekistan   | 4  | 5 | 1 | 4 | 5  | 12 | 0,416 | 296 | 384 | 0,770 |
| 6.   | Singapore    | 0  | 5 | 0 | 5 | 0  | 15 | 0,000 | 242 | 375 | 0,645 |

      Deltog utom tävlan.

## Slutplaceringar
| Pos | Lag        |
| --- | ---------- |
|     | Hongkong   |
|     | Indien     |
|     | Malaysia   |
| 4.  | Uzbekistan |
| 5.  | Singapore  |

## Individuella utmärkelser
| Utmärkelse              | Namn                         | Lag      |
| ----------------------- | ---------------------------- | -------- |
| Mest värdefulla spelare | Chim Wing Lam                | Hongkong |
| Bästa passare           | Jini Kovat Shaji             | Indien   |
| Bästa högerspiker       | Saranya Narikunnil Salikumar | Indien   |
| Bästa vänsterspiker     | Low Mei Cing                 | Malaysia |
| Bästa vänsterspiker     | Pang Wing Lam                | Hongkong |
| Bästa center            | Ngin Jia Ning                | Malaysia |
| Bästa center            | Lau Ho Ting                  | Hongkong |
| Bästa libero            | Aswathi Raveendran           | Indien   |